# Zabrežnik
Zabrežnik este o localitate din comuna Žiri, Slovenia, cu o populație de 33 de locuitori.